# Карагуд
Карагу́д (фр. Caragoudes, окс. Caragodas) — коммуна во Франции, находится в регионе Юг — Пиренеи. Департамент — Верхняя Гаронна. Входит в состав кантона Караман. Округ коммуны — Тулуза.
Код INSEE коммуны — 31105.

## География
Коммуна расположена приблизительно в 600 км к югу от Парижа, в 24 км к юго-востоку от Тулузы.
На северо-востоке коммуны протекает река Сон.

## Климат
Климат умеренно-океанический. Зима мягкая и снежная, весна характеризуется сильными дождями и грозами, лето сухое и жаркое, осень солнечная. Преобладают сильные юго-восточные и северо-западные ветры.

## Население
Население коммуны на 2010 год составляло 233 человека.
| 1962 | 1968 | 1975 | 1982 | 1990 | 1999 | 2010 |
| ---- | ---- | ---- | ---- | ---- | ---- | ---- |
| 189  | 159  | 138  | 152  | 166  | 212  | 233  |

## Экономика
В 2010 году среди 153 человек трудоспособного возраста (15—64 лет) 113 были экономически активными, 40 — неактивными (показатель активности — 73,9 %, в 1999 году было 82,7 %). Из 113 активных жителей работали 106 человек (55 мужчин и 51 женщина), безработных было 7 (5 мужчин и 2 женщины). Среди 40 неактивных 14 человек были учениками или студентами, 14 — пенсионерами, 12 были неактивными по другим причинам.

## Достопримечательности
- Церковь Св. Лупа
- Ветряная мельница (XVII век). Исторический памятник с 1950 года[4]

## Фотогалерея

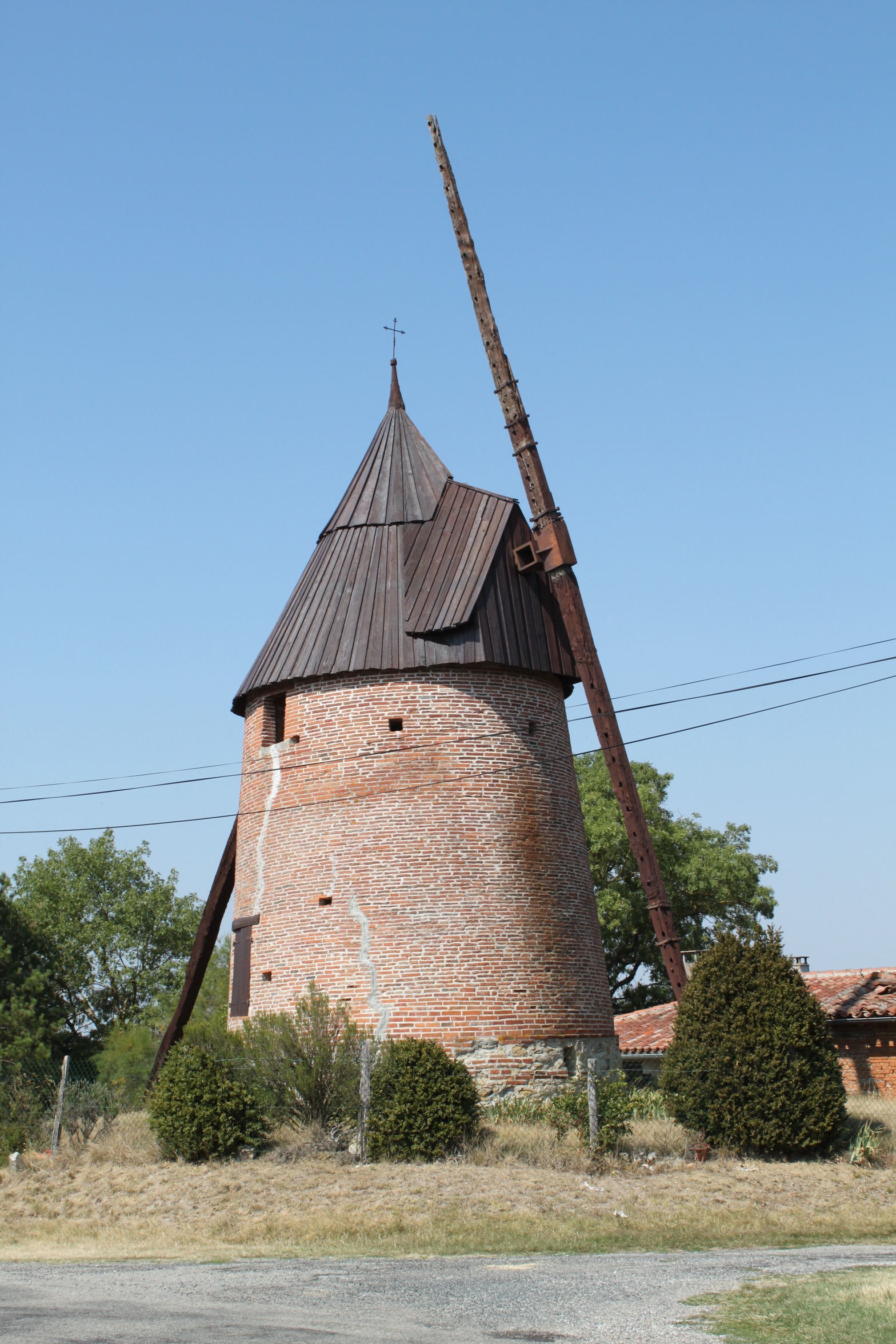
Ветряная мельница
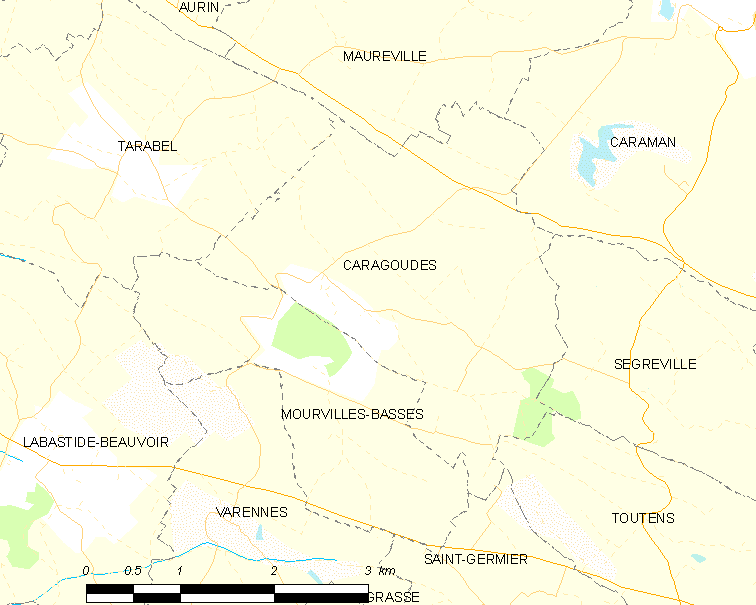
Карта коммуны